# Kira Buckland
Kira Buckland (Anchorage, 16 luglio 1987) è una doppiatrice statunitense.

## Doppiaggio

### Serie televisive anime
- Hanamomo in Tweeny Witches (2008-2009)
- Nimka in  Seirei no moribito (2008-2009)
- Izumo Kamiki in Blue Exorcist (2012-2013)
- Maimu Okurahama e Imagawa in Kill la Kill (2014)
- Mimete in Sailor Moon (doppiaggio Viz Media) (2016)
- Zushi in Hunter × Hunter (2016-2017)
- Mary Saotome in Kakegurui (2018)
- Mayumayu in Hi Score Girl (2018)
- Luculia in Violet Evergarden (2018)
- Chris in Konosuba! - This Wonderful World (2019)
- Reimi Sugimoto in Diamond Is Unbreakable (2019)
- Globulo Rosso in Cells at Work! - Lavori in corpo (2019)
- Rishia Ivyred in The Rising of the Shield Hero (2019)
- Mitsuri Kanroji e Mukago in Demon Slayer - Kimetsu no yaiba (2020)
- Desire in One Piece (2021)
- Jolyne Kujo in Stone Ocean (2021-2022)
- Makeru Yadano in Komi Can't Communicate (2022)
- Sprigatito e Floragato di Liko in Pokémon
- 2B in Nier: Automata Ver1.1a (2023)

### Film d'animazione
- Kanae Sumida in  5 cm al secondo (2011)
- Keiko in In questo angolo di mondo (2017)
- Sanakan in Blame!  (2017)
- Naoka Ueno in La forma della voce - A Silent Voice (2018)
- Kyoko in Voglio mangiare il tuo pancreas (2019)
- Sullivan Squire in Burn the Witch (2020)
- Alix Kubdel in Miraculous - Le storie di Ladybug e Chat Noir: Il film (2023)
- Haruka Rutaka in Code Geass: Rozé of the Recapture (2024)

### Videogiochi
- Principesse e Medusa in Castle Crashers (2008)
- Marie in Skullgirls (2012)
- Hiyoko Saionji in Danganronpa 2: Goodbye Despair (2014)
- Lola Rembrite in HuniePop (2015)
- Falke in Street Fighter V (2016)
- 2B in NieR: Automata (2017)
- 2B in Soulcalibur VI (2018)
- Kuki Shinobu in Genshin Impact (2020)
- Meiya Mitsurugi in Muv-Luv: Project Mikhail (2021)
- Dizzy in Guilty Gear -STRIVE- (2021)
- Emilia Christie in Detective Pikachu: Il ritorno (2023)
- 2B in Granblue Fantasy: Versus Rising (2023)